# タンネンベルクの戦い (1410年)
タンネンベルクの戦い（ドイツ語: Schlacht bei Tannenberg）またはグルンヴァルトの戦い（ポーランド語: Bitwa pod Grunwaldem）、ジャルギリスの戦い（リトアニア語: Žalgirio mūšis）は、ポーランド・リトアニア・ドイツ騎士団戦争中の1410年7月15日、ヴワディスワフ2世ヤギェウォ（ヨガイラ）率いるポーランド王国軍とヴィータウタス率いるリトアニア大公国軍の連合軍が、ウルリッヒ・フォン・ユンギンゲン率いるドイツ騎士団を破った戦い。騎士団は、フォン・ユンギンゲンをはじめ幹部のほとんどが戦死するか捕虜となる大敗北を喫した。ポーランド・リトアニア連合軍はさらにドイツ騎士団国の首都マリーエンブルク（現在のマルボルク）まで攻め込んだが、ドイツ騎士団はこのマリーエンブルク包囲戦を耐え抜き、翌年の第一次トルンの和約で領土喪失を最小限に抑えた。両陣営の領土をめぐる戦争は、1422年のメルノの和約まで続いた。しかし騎士団はタンネンベルクで受けた打撃から立ち直り切ることができず、また重い賠償金のために内部抗争が起こり、騎士団国は経済的にも衰退した。こうしてタンネンベルクの戦いは、ポーランド・リトアニア合同が中・東欧における政治的・軍事的な覇権を握る画期と位置付けられている。
タンネンベルクの戦いは中世ヨーロッパ全体で見ても最大級の戦闘であり、ポーランド史上、リトアニア史上においては特に重要な勝利の一つと考えられている他、ベラルーシでも広く歴史上の勝利と受け止められている。またこれらの国ではロマンティシズム伝説文学やナショナリズム発揚の材料にされ、後には外国の侵略者に対する抵抗のシンボルとしても用いられた。20世紀には、ナチスのプロパガンダやソビエト連邦のプロパガンダの中でもタンネンベルクの戦いが利用された。各国に残る大きく食い違った史料を冷静に比較し、歴史学的に評価されるようになったのは1960年代以降である。

## 名称

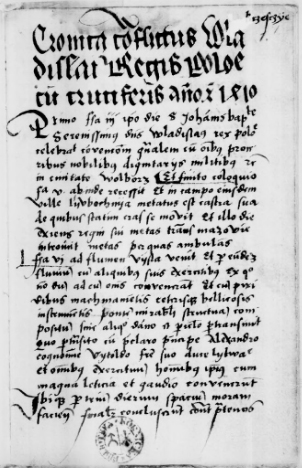
最重要史料である『戦いの年代記』

戦闘がおこった場所は、厳密にはドイツ騎士団国領内の3つの村の間の地点だった。西にはグリュンフェルデ（現在のグルンヴァルト）、北東にはタンネンベルク（現在のステンバルク）、南にはルートヴィヒスドルフ（現在のウォドヴィゴヴォ/ルドヴィコヴィツェ）があった。ヴワディスワフ2世は、ラテン語で戦場の地名を「グルネンヴェルト」（Grunenvelt）と書き記している。後のポーランドの年代記者は、グルネンヴェルトとはグリュンヴァルト（ドイツ語で「緑の森」の意）であると解釈した。リトアニア人はこの解釈に沿って、リトアニア語に意訳したジャルギリス （Žalgiris）を戦場の名として呼んでいる。一方でドイツ人は、上記の村のうちの一つタンネンベルク（ドイツ語で「モミの丘」もしくは「松の丘」の意）の名をとった。この結果、この1410年の戦闘は各国の言語で様々に異なる名称で呼ばれるようになった。
- タンネンベルクの戦い：ドイツ語: Schlacht bei Tannenberg
- グルンヴァルトの戦い：ポーランド語: bitwa pod Grunwaldem
- ジャルギリスの戦い：リトアニア語: Žalgirio mūšis

その他の戦闘に関連した国の言語では次のようになっており、いずれも「グルンヴァルト」をもとにした名称である。
- ベラルーシ語: Бітва пад Грунвальдам
- ウクライナ語: Грюнвальдська битва
- ロシア語: Грюнвальдская битва
- チェコ語: Bitva u Grunvaldu
- ルーマニア語: Bătălia de la Grünwald

## 史料
タンネンベルクの戦いについて記した信頼できる同時代史料は数が少なく、そのほとんどがポーランド側の文献である。最も重要で信用性の高い同時代文献は、戦闘後一年以内に目撃者によって書かれた『キリスト紀元1410年のポーランド王ヴワディスワフと十字軍の戦いの年代記』（Cronica conflictus Wladislai regis Poloniae cum Cruciferis anno Christi 1410）である。筆者は不明だが、その候補としてポーランド王冠領大法官ミコワイ・トロンバ や、ヴワディスワフ2世の秘書ズビグニェフ・オレシュニツキの名が挙がっている。『戦いの年代記』の原本は現存していないが、16世紀に書かれた短い要約が残されている。また、ヤン・ドゥウゴシュ (1415年–1480年)が書いた『ポーランドの歴史』（Historiae Polonicae）も史料として重要である。これはタンネンベルクの戦いの数十年後に書かれた、包括的で詳細な記録である。ただこの時間の差や、ドゥウゴシュ自身が持っていたリトアニア人に対する偏見ゆえに、文献の信頼性が落ちている部分もある。また、15世紀半ばに書かれた『バンデリア・プルテノルム』（Banderia Prutenorum、「プロイセンの旗」）という写本もある。これはタンネンベルクの戦いでポーランド軍が奪い、ヴァヴェル大聖堂やヴィリニュス大聖堂に飾っていたドイツ騎士団の軍旗に関するラテン語の文献である。その他、ポーランド語の史料として、ヴワディスワフ2世が妻アンナ・ツィレイスカとポズナン司教ヴォイチェフ・ヤストジェンビェツにそれぞれ書き送った書簡、ヤストジェンビェツがカトリックのポーランド人に書き送った書簡がある。一方ドイツ語の史料としては、ヨハン・フォン・ポジルゲによる簡潔な年代記があるほか、近年になって、リトアニア軍の機動について重要な言及をしている、1411年から1413年の間に書かれた筆者不明の書簡が見つかっている。

## 歴史的背景

### リトアニア十字軍とポーランド・リトアニア合同の成立

1386年から1434年の間の、ポーランド王国（赤太線で囲まれた西側の領域）とリトアニア大公国（同じく東側の領域）、およびその封臣領の地図

聖地における十字軍で活躍していたドイツ騎士団は、1230年にクルマーラントへ居を移し、異教徒のプルーセン人諸部族に対するプロイセン十字軍を始めた。彼らはローマ教皇や神聖ローマ皇帝の支援の下、1280年代までにプルーセン人を征服してキリスト教に改宗させ、次なる目標を、当時まだ異教を奉じていたリトアニア大公国に定めた。ドイツ騎士団は約100年間にわたって、リトアニア領、特に飛び地のリヴォニア騎士団領との間にあるジェマイティヤを荒らしまわった。その結果、国境地帯は無人の荒野となったが、騎士団が得られた領土はわずかだった。1381年から1384年の間に起きたリトアニア内戦の際、リトアニア人はドゥビサ条約で一時的にジェマイティヤ地方を手放した。内戦の双方が、騎士団の支援を得ようとしてジェマイティヤを取引材料として扱ったのである。
1385年、リトアニア大公ヨガイラがポーランド女王ヤドヴィガと結婚することになり、ここにクレヴォ合同が成立した。ヨガイラはキリスト教に改宗して、ヴワディスワフ2世ヤギェウォと名乗り妻と共にポーランド王に即位した。ポーランド王国とリトアニア大公国は、同君連合により結ばれた。ヴワディスワフ2世の改宗と共にリトアニアがキリスト教圏に入ったことで、ドイツ騎士団はこの地域において軍事行動を行う正当性を失った。ドイツ騎士団総長コンラート・ツェルナー・フォン・ローテンシュタインは、ハンガリー王ジグモンドの支援を受け、公の場でヴワディスワフ2世の改宗が偽りであると主張し、教皇のもとの法廷に訴え出た。ジェマイティヤをめぐる領土問題も続いていた。同地は1404年のラツィオンシュの和約でドイツ騎士団領となっていた。一方、ポーランドと騎士団の間では、前者が騎士団領のドブジンの地とグダンスク（ダンツィヒ）を要求していたものの、1343年のカリシュ条約以降おおむね平穏な関係が続いていた。ポーランド・リトアニアと騎士団の対立には、交易路の問題も絡んでいた。ドイツ騎士団は、ポーランドとリトアニアを流れるネマン川、ヴィスワ川、ダウガヴァ川という3本の大河すべての河口部を支配していたのである。

### 前哨戦と停戦、そして決戦に向けた準備

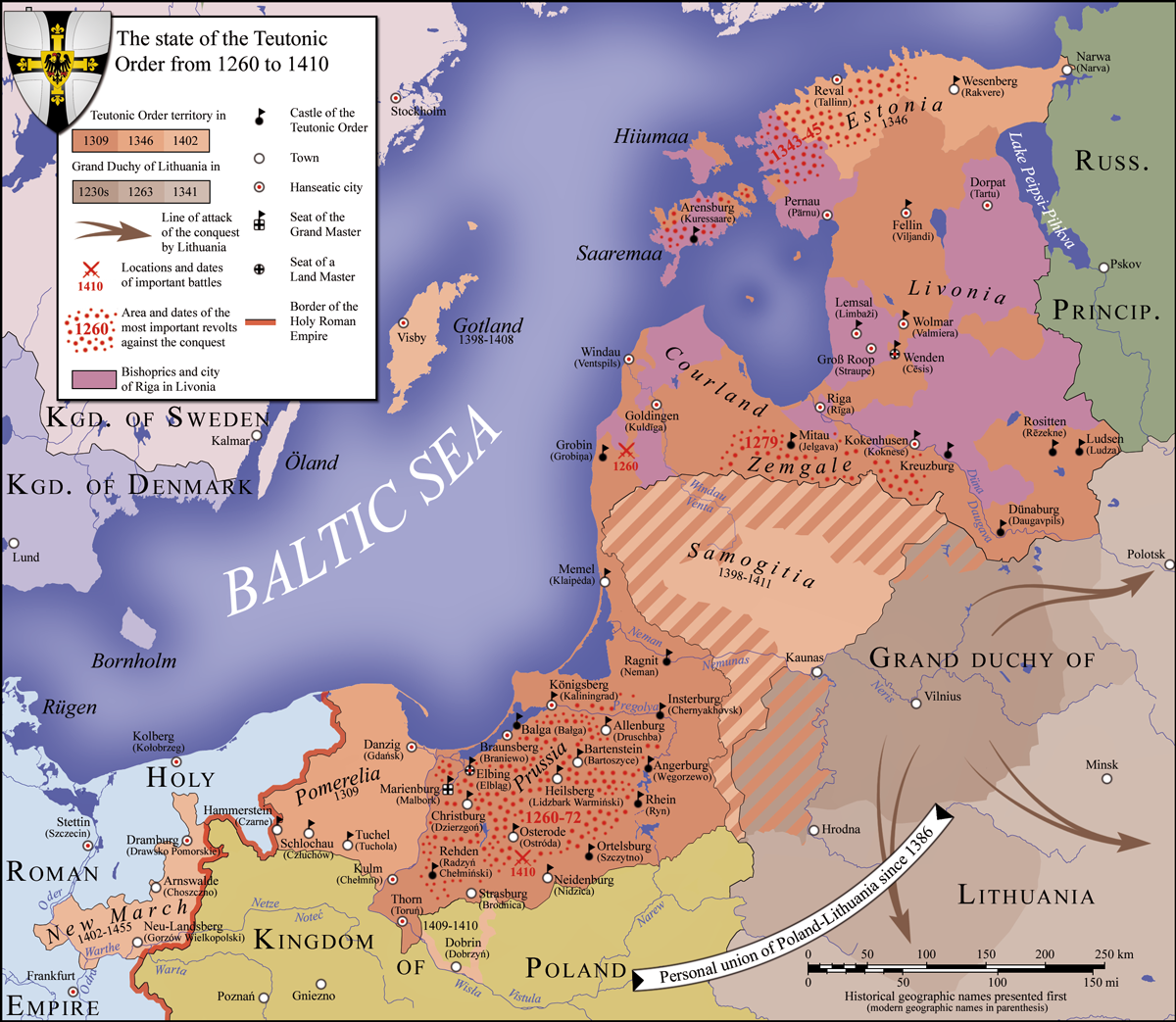
1260年から1410年までのドイツ騎士団国の領域と、主な戦闘の場所・時期。タンネンベルクの戦いは、赤い剣が交差した印で示されている。

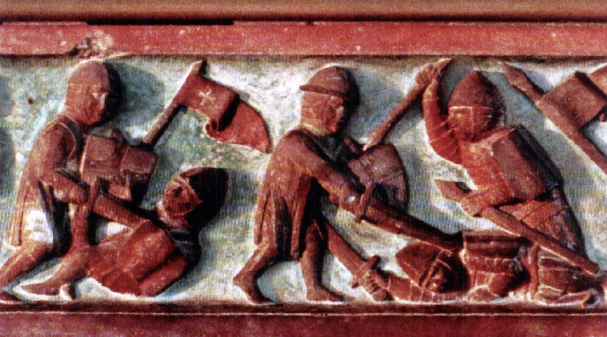
ドイツ騎士団騎士と戦うリトアニア人（マルボルク城のレリーフ、14世紀）

1409年5月、ジェマイティヤでドイツ騎士団の支配に対する蜂起が勃発した。リトアニア大公国が反乱を支援したので、ドイツ騎士団は大公国への侵攻をちらつかせた。するとポーランドはリトアニアを支持し、もし騎士団がリトアニアに攻め込めば自分たちがプロイセンへ侵攻するといって騎士団を牽制した。騎士団総長ウルリッヒ・フォン・ユンギンゲンは、自軍がジェマイティヤから排除されたのを受けて、8月6日にポーランド王国とリトアニア大公国へ宣戦布告した。ドイツ騎士団は両国の軍を各個撃破する戦略を立て、まずヴィエルコポルスカとクヤヴィに侵攻してポーランド軍を奇襲した。騎士団はドブジン・ナド・ヴィスウォンの城を焼き払い、ボブロフニキを14日にわたる包囲戦の末に占領し、ブィドゴシュチュを制圧し、その他いくつかの町を蹂躙した。ポーランド軍も反撃をはじめ、ブィドゴシュチュを奪い返した。ジェマイティヤ人の反乱軍は、クライペダ（メーメル）を攻撃した。しかしこの時点では、両陣営とも全面戦争の用意は整っていなかった。
ポーランド・リトアニアと騎士団の間にドイツ王ヴェンツェルが仲介に入り、1409年6月24日に停戦が成立した。この停戦は1410年6月24日までのものであった。両陣営は停戦期間の間に戦争の準備を進め、軍勢を集め、外交戦を展開した。それぞれが各国に書簡や使節を送り、相手がいかに誤りを犯してキリスト教世界の脅威となっているかを説いた。ヴェンツェルは騎士団から6万フローリンの金を贈られ、騎士団がジェマイティヤを領有する権利を有していて、ドブジン地方のみポーランドに返すべきだと宣言した。また騎士団はハンガリー王ジグモンドに30万ドゥカートを贈った。ジグモンドはポーランド王国の影響下にあるモルダヴィアに野心を抱いており、騎士団と軍事的に利害を共有していた。ジグモンドはポーランドとリトアニアの同盟を破壊するべく、リトアニア大公ヴィータウタスに王の地位を与える提案を持ちかけた。ヴィータウタスはヴワディスワフ2世の従兄弟で、かつて大公位をめぐり激しい内戦を繰り広げたが、ポーランド王となったヴワディスワフ2世から1401年にリトアニア大公位を譲られ、同盟者となっていた。もしヴィータウタスが王冠を受け入れれば、ヴワディスワフ2世との間のアストラヴァスの和約に違反することになり、ポーランド・リトアニア関係にひびが入るのは必至だった。またヴィータウタス自身も、リヴォニア騎士団と停戦を結ぶ行動に出ている。
しかし1409年12月、ヴワディスワフ2世とヴィータウタスは、基本的な戦略について協議し合意に至った。すなわち、二人の軍を合わせて巨大な連合軍とし、共にドイツ騎士団国の首都マリーエンブルク（マルボルク）を目指すというものだった。守勢に回っていた騎士団は、ポーランド軍をヴィスワ川からダンツィヒまでの線で、リトアニア軍をネマン川からラグニットまでの線で食い止めるという二正面作戦を想定して戦略を立てており、連合軍の攻撃という事態は想定外だった。大軍の脅威にさらされたウルリッヒ・フォン・ユンギンゲンは、自軍を防衛線の中央に位置するシュヴァイツ（シュフィエチェ）に集結させ、どの方向からの敵の侵攻にもできるだけ素早く対応できるようにした。なお東方のラグニット城、レッツェン（ギジツコ）に近いライン（ルィン）城、メーメル（クライペダ）にはかなりの守備兵を残していた。ヴワディスワフ2世とヴィータウタスは、自分たちの意図を隠して騎士団の目を欺くため、国境地帯で散発的な襲撃を仕掛け、騎士団の守備隊が自分の任地を離れられないようにした。

## 両陣営の軍容
| 歴史家の名前                                                              | ポーランド軍  | リトアニア軍  | ドイツ騎士団  |
| ------------------------------------------------------------------------- | ------------- | ------------- | ------------- |
| カール・ヘウェカー ハンス・デルブリュック                                 | 10,500        | 6,000         | 11,000        |
| エウゲーニー・ラージン                                                    | 16,000–17,000 | 16,000–17,000 | 11,000        |
| マックス・オーラー                                                        | 23,000        | 23,000        | 15,000        |
| イェジ・オフマンスキ                                                      | 22,000–27,000 | 22,000–27,000 | 12,000        |
| スヴエン・エクダール                                                      | 20,000–25,000 | 20,000–25,000 | 12,000–15,000 |
| アンジェイ・ナドルスキ                                                    | 20,000        | 10,000        | 15,000        |
| ヤン・ドンブロフスキ                                                      | 15,000–18,000 | 8,000–11,000  | 19,000        |
| ジーギマンタス・キアウパ                                                  | 18,000        | 11,000        | 15,000–21,000 |
| マリアン・ビスクープ                                                      | 19,000–20,000 | 10,000–11,000 | 21,000        |
| ダニエル・ストーン                                                        | 27,000        | 11,000        | 21,000        |
| ステファン・クチンスキ                                                    | 39,000        | 39,000        | 27,000        |
| ジェームス・ウェストフォール・トンプソン エドガー・ナサニエル・ジョンソン | 100,000       | 100,000       | 35,000        |
| アルフレッド・ニコラス・ランボー                                          | 163,000       | 163,000       | 86,000        |

タンネンベルクの戦いに参加した兵数を正確に立証するのは困難である。どの同時代史料も、兵数について信頼のおける記述を残していない。ヤン・ドゥウゴシュは、騎兵の部隊数に相当する軍旗の数を、ドイツ騎士団51旗、ポーランド軍50旗、リトアニア軍40旗と伝えている。しかし、その旗1つが騎兵何騎に相当するのかは不明確である。また双方の軍制や歩兵（パイク兵、弓兵、クロスボウ兵）、砲兵の数もわからない。多くの歴史家が兵数の推定に取り組んでいるが、その多くは政治的・ナショナリズム的なバイアスがかかっている。ドイツの歴史家は総じて兵数を少なく、逆にポーランドの歴史家は多く見積もる傾向がある。ポーランドの歴史家の中で最も多い推定は、ステファン・クチンスキによる「ポーランド・リトアニア連合軍39,000人、ドイツ騎士団27,000人」というもので、西欧の文献では「一般に受け入れられている」数字だとされている。
ドイツ騎士団は数で劣るものの、規律、練度、装備の質で勝っていた。彼らは重騎兵が主体だったが、鉛弾や石弾を発射する射石砲も持っていた。また両陣営ともに、その内実は様々な領邦の軍の寄せ集めであり、傭兵も多く参加していた。ボヘミア人傭兵は、どちらの陣営にも参加していた。またドイツ騎士団はヨーロッパ中から十字軍騎士を募集し、22の国や地域からドイツ人を中心とした騎士が参加した。さらにヴェストファーレンやフリースラント、オーストリア、シュヴァーベン、シュテッティン（シュチェチン）からも兵士を集めていた。ハンガリーからはガライ2世ミクローシュとスティボリツィ・スティボルという二人の貴族が200人を連れてドイツ騎士団の陣営に参加したが、ハンガリー王ジグモンドからの援助は期待されたほどのものではなかった。
ポーランド軍は、モラヴィアやボヘミアからの傭兵を含んでいた。チェコ人のみからなる部隊の旗が2つあり、ヤン・ソコル・ス・ランベルカが率いた。このチェコ人傭兵の中には、後にフス派を率いるヤン・ジシュカもいた可能性がある。モルダヴィア公アレクサンドル1世は、みずから遠征軍を率いてポーランド陣営に参じた。ヴィータウタスのリトアニア軍には、リトアニア、ルテニア（現在のベラルーシやウクライナ）からの兵が集まっていた。スモレンスクから来たルテニア人部隊3旗はヴワディスワフ2世の弟のレングヴェニスが指揮を執り、ジョチ・ウルスからは後のハーンであるジャラールッディーン率いるタタール軍が派遣されてきていた。全連合軍の総司令官はポーランド王ヴワディスワフ2世であるが、彼は戦闘に直接参加しなかった。リトアニア軍は副司令官であるリトアニア大公ヴィータウタスの直接指揮下にあり、全体的な戦略の鍵を握っていた。ヴィータウタスは積極的に戦場で働き、リトアニア軍とポーランド軍の連携に力を入れた。ヤン・ドゥウゴシュによれば、ポーランド王冠領の階級が低いメチニクだったジンダム・ス・マシュコヴィツがポーランド軍を指揮したというが、これは疑わしい。おそらく、戦場におけるポーランド軍の指揮は王冠領マルシャウェクの ズビグェフ・ズ・ブジェジアがとったと考えられている。

## 両軍の進路

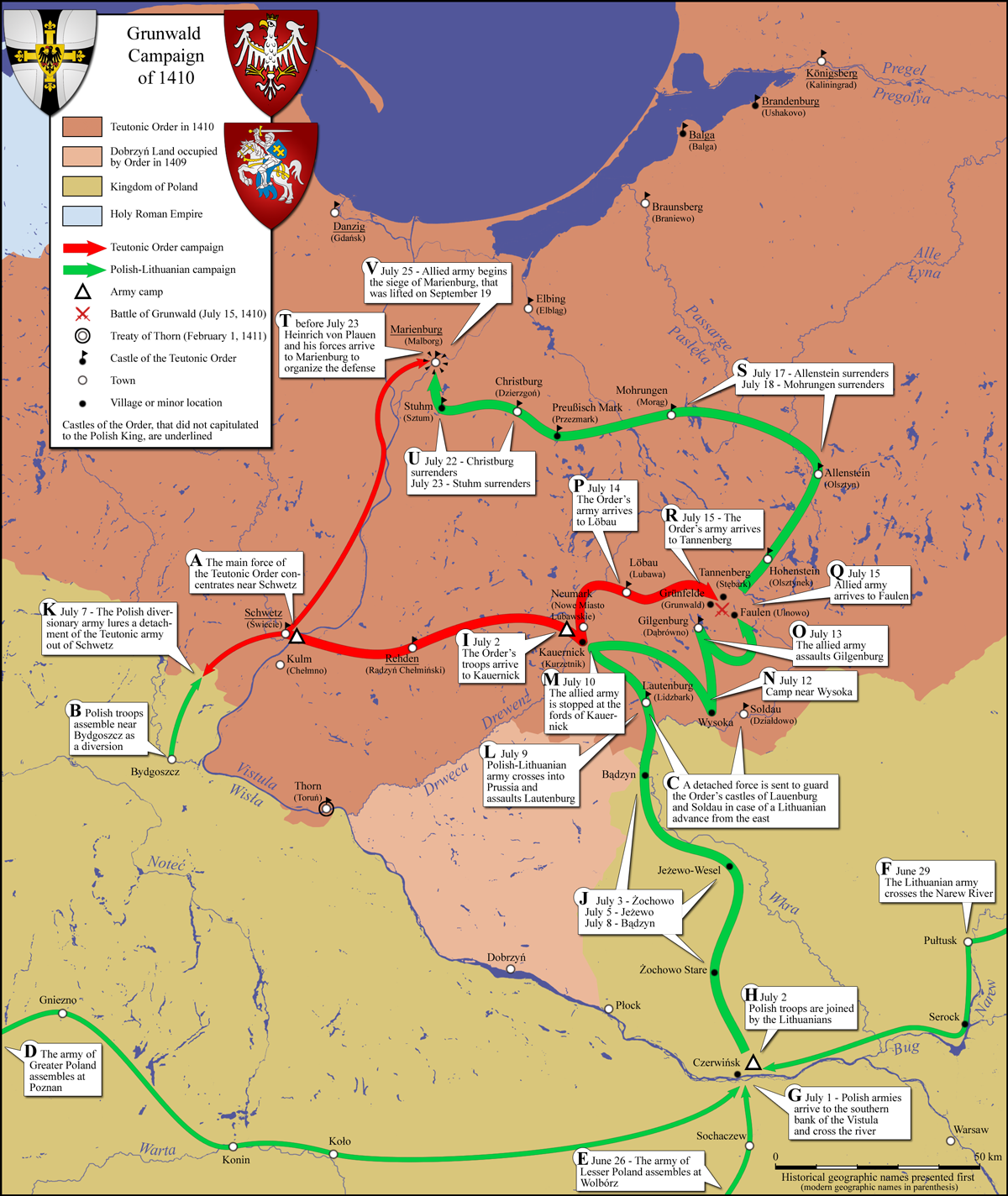
タンネンベルクの戦いまでのポーランド・リトアニア連合軍（緑）とドイツ騎士団（赤）の機動

### プロイセンへの進軍
ヴィエルコポルスカの兵はポズナンに、マウォポルスカの兵はヴォルブジュに集結した。6月24日、ヴワディスワフ2世とチェコ人傭兵がヴォルブジュに到着した。3日後には、ポーランド軍はあらかじめ定められていたチェルヴィンスクに集結していた。リトアニア軍は6月3日にヴィリニュスを出発し、フロドナでルテニア軍と合流した。そして彼らは、ポーランド軍がヴィスワ川を渡ったのと同日に集合地に到着した。こうして、タンネンベルク戦役の第一段階で、ポーランド・リトアニアの全軍がチェルヴィンスクに集結した。ここはドイツ騎士団国との国境から約80キロメートル (50 mi)の距離にあり、連合軍はここから舟橋を使ってヴィスワ川を渡った。6月24日から30日にかけて、この多くの出自の人々が集まり、正確さと非常な均衡が求められる軍勢の進軍が遂行された。川を渡ったところで、シェモヴィト4世とヤヌシュ1世が率いるマゾフシェ軍が合流した。そしてこの大連合軍は、7月3日に敵の首都マリーエンブルクに向けて北進を始めた。国境を超えたのは、7月9日のことである。
ドイツ騎士団は、和平を試みて総長に接触したハンガリーの使節から伝えられるまで、敵の渡河地点を知らなかった。ポーランド・リトアニア連合軍の意図をつかんだウルリッヒ・フォン・ユンギンゲンは、シュヴァイツにハインリヒ・フォン・プラウエンと3000人の兵を残し、本軍を率いてドレヴェンツ川（ドルヴェンツァ川）のカウアーニク（クジェントニク）付近に防衛線を築きに向かった。川の渡し場は、防御柵で固められた。7月11日、連合軍側で8人の戦時評議会が行われた後、ヴワディスワフ2世はこの守りが硬い場所での渡河を避けることにした。連合軍は川の上流に向けて東へ進んだ。水源から迂回してしまえば、マリーエンブルクまでの間に大きな川は無かった。連合軍は途中のソルダウ（ジャウドヴォ）の町を攻撃せず素通りした。ドイツ騎士団も後を追ってドレヴェンツ川をさかのぼり、レバウ（ルバヴァ）付近で渡河し、連合軍と並走するように東へ進んだ。ドイツ騎士団の後のプロパガンダによれば、連合軍はギルゲンブルク（ドンブルヴノ）村で略奪を行ったという。後に騎士団が教皇の前で弁明したところによれば、フォン・ユンギンゲンはこの残虐行為に憤激し、侵略者を戦場で破ることを誓ったのだという。

### 戦闘前

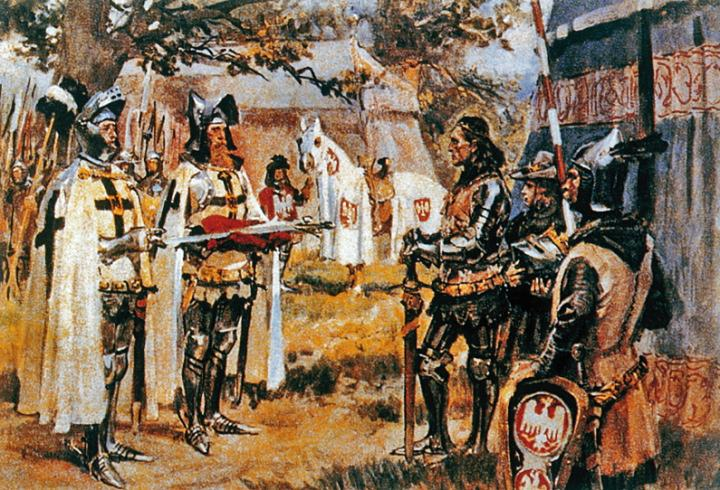
ヴワディスワフ2世にグルンヴァルトの剣を手渡すドイツ騎士団員（ヴォイチェフ・コッサク画）

7月15日早朝、両軍はグルンヴァルト、タンネンベルク（ステンバルク）、ルートヴィヒスドルフ（ウォドヴィゴヴォ）に囲まれた、約4平方キロメートル (1.5 sq mi)ほどの範囲に集結した。そして北東から南西への線を軸にして、戦列を並べ向かい合った。ポーランド・リトアニア連合軍は、ルートヴィヒスドルフの全面、タンネンベルクの東に陣取った。左翼にはポーランド重騎兵が、右翼にはリトアニア軽騎兵が、そして中央には様々な傭兵部隊が布陣した。傭兵隊は縦20人の楔形陣形を三層に敷いた。ドイツ騎士団側は、大マルシャルのフリードリヒ・フォン・ヴァーレンローデ率いる精鋭重騎兵隊をリトアニア軍に相対させ、ここに集中的に戦力をぶつける作戦であった。先に準備を整えたのはドイツ騎士団の側であったが、彼らはポーランド人かリトアニア人の側から攻撃を仕掛けてくるよう望んでいた。重い鎧を着た騎士団の兵たちは、焦げ付くような太陽の下で数時間の間待たねばならなかった。ある年代記によれば、ドイツ騎士団は突撃してくる敵を陥れるための穴を掘っていたという。さらに彼らは野戦砲も持ってきていたが、小雨が降った影響で火薬が使えなくなってしまい、実際に戦闘で弾を撃てたのは2門だけだった。ヴワディスワフ2世が準備を整えるのが遅いので、フォン・ユンギンゲンは使者を派遣して「ヴワディスワフ2世とヴィータウタスを戦場で援けるよう」2本の剣を贈った。この行為は相手に対する侮辱であり、戦場に出てくるよう促す挑発でもあった。この剣は後に「グルンヴァルトの剣」として、ポーランドの国家シンボルとして知られるようになる。

### 序盤：リトアニア軍の攻撃と後退

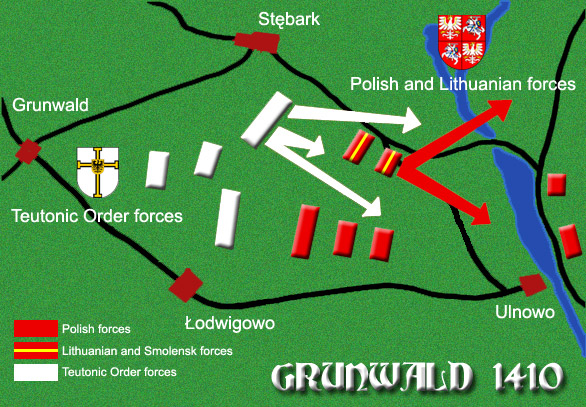
ドイツ騎士団（白）に押されて後退するリトアニア軽騎兵（赤白赤）
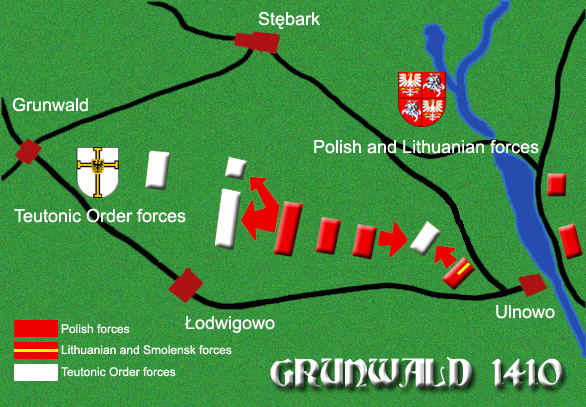
右翼のポーランド・リトアニア軍の攻撃
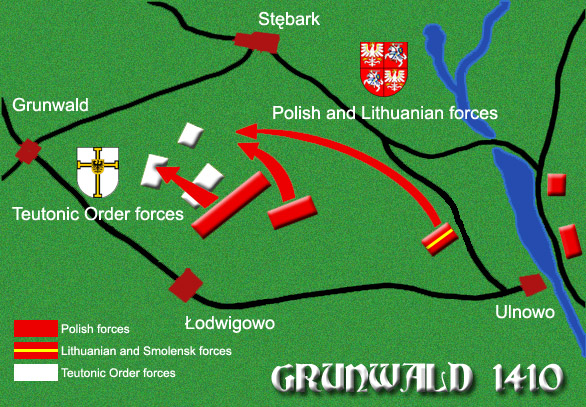
ポーランド重騎兵（赤）がドイツ騎士団軍の戦列を突破

まずヴィータウタスが、ポーランド軍の分遣隊の支援も受け、ドイツ騎士団の左翼に突撃した。しかし1時間以上の激しい戦いの末、リトアニア軽騎兵隊は全面的に撤退し始めた。ヤン・ドゥウゴシュは、これをリトアニア全軍の壊滅であると述べている。ドゥウゴシュによれば、ドイツ騎士団は勝利を確信し、リトアニア軍を追撃しようとして戦列を乱した。そして多くの戦利品を抱えて陣に戻ろうとしたところで、ポーランド軍に直面することになった。この後リトアニア軍は戦場に復帰してくるが、ドゥウゴシュはそれに触れず、この戦いがポーランド軍のみによる勝利であったかのように記述している。ドゥウゴシュの説明は『戦いの年代記』と矛盾しており、近代以降の歴史家たちの批判を受けている。
ヴァツラフ・ラストフスキは1909年の論文で、リトアニア軍の機動は金帳汗国から学んだ偽装退却であり、最初から予定されていたものだったのだと主張した。リトアニア軍は1399年のヴォルスクラ川の戦いで敵の偽装退却策にはまって壊滅的敗北を被り、ヴィータウタスも命からがら逃げ延びたという経験があった。このリトアニア軍偽装退却説は、1963年にスウェーデンの歴史家スヴェン・エクダールが同時代のドイツ語書簡を発見し出版したことで、広く受け入れられるようになった。この書簡はタンネンベルクの戦いの数年後に、騎士団の新総長に、かの大戦闘で見られたような偽装退却には気を付けるようにと戒める内容のものであった。一方でステファン・ターンブルは、リトアニア軍の行った機動は一般的な偽装退却とは若干異なっていることを指摘している。多くの場合、偽装退却は1、2部隊が敵をおびき出し、素早く反撃に転じるものである。しかしタンネンベルクの戦いでのリトアニア軍は、最初から全軍で戦っており、戦場に帰ってきたのも時間がたってからであった。

### 中盤：ポーランド軍と騎士団の衝突

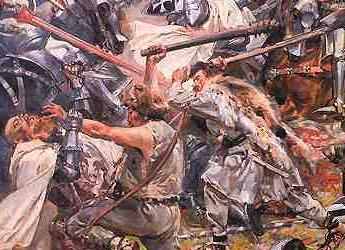
ドイツ騎士団と戦うムスリムのタタール人（ヴォイチェフ・コッサクの絵画の一部）

リトアニア軍が戦場から離脱する中で、ポーランド軍とドイツ騎士団の激しい戦闘が始まった。大コムトゥルのクノー・フォン・リヒテンシュタイン率いるドイツ騎士団は、ポーランド軍の右翼に集中的に攻撃を仕掛けた。またリトアニア軍と戦っていたフォン・ウォーレンローデの部隊6旗もリトアニア軍の追撃を止め、ポーランド軍右翼への攻撃に加わった。彼らはクラクフの国王旗をめがけて戦った。一時は騎士団が優勢になり、ポーランドクラクフ国王旗の旗手マルチン・ズ・ヴロチモヴィチが旗を取り落してしまうほどだった。しかし彼はすぐ旗を取り戻し、戦いは継続された。ここでヴワディスワフ2世は、予備軍として待機させていた第二陣を投入した。騎士団総長フォン・ユンギンゲンはみずから全軍の3分の1に近い16旗を率いてポーランド軍右翼へ突撃してきたので、ヴワディスワフ2世は最後の第三陣を投入した。ついに騎士団の軍はポーランド軍の司令部に迫り、キュケリッツのルポルト（ディーポルト）という騎士がヴワディスワフ2世本人に斬りかかるまでになった。この時にヴワディスワフ2世の命を救った秘書のズビグニェフ・オレシュニツキは、王の歓心を得て、後にポーランドで最も影響力のある人物の一人となった。

### 終結：ドイツ騎士団の敗北

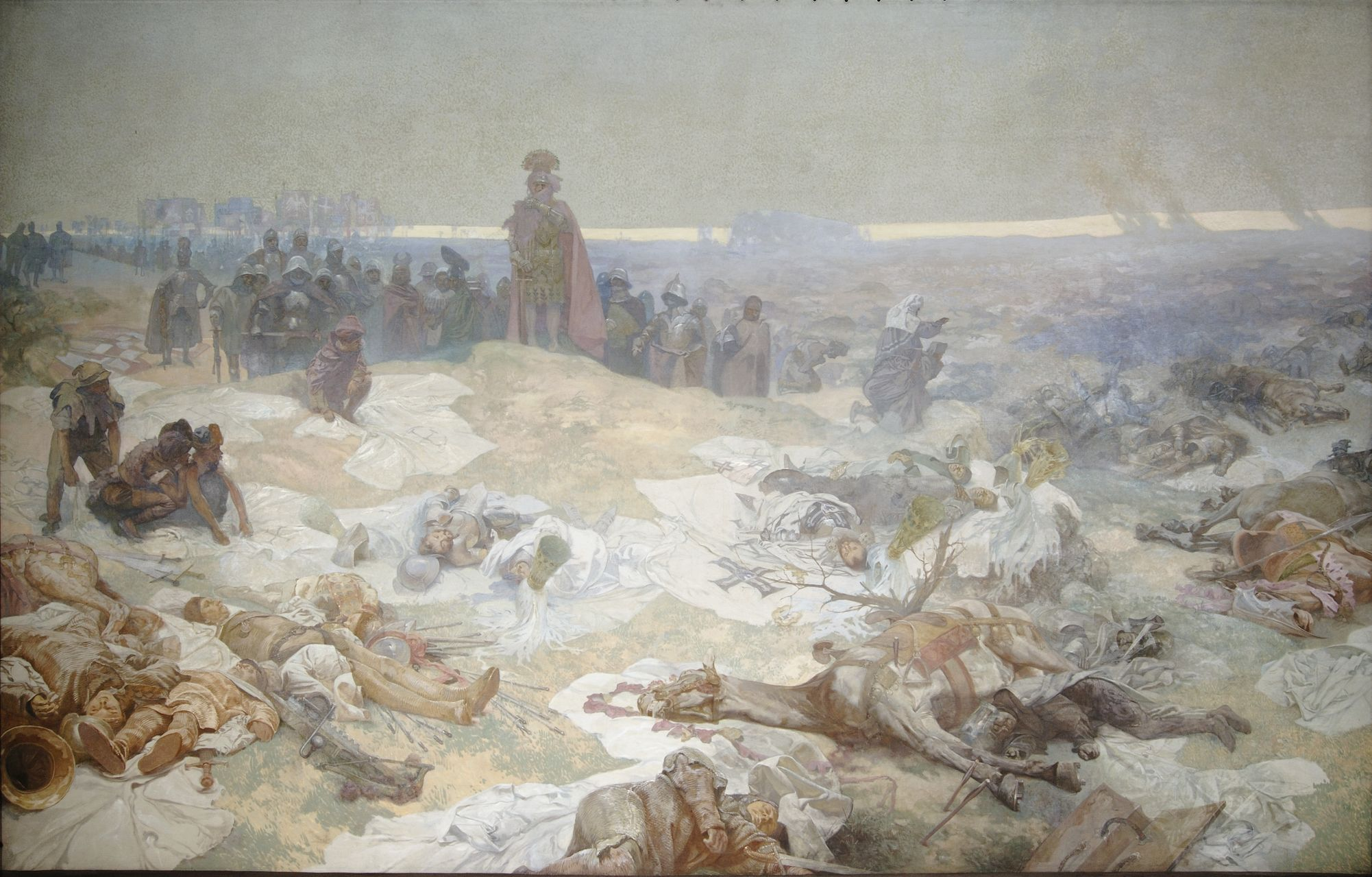
『グルンヴァルトの戦闘の後：北スラヴ人の団結』アルフォンス・ムハ画「スラヴ叙事詩」の一枚、1924年

この時、リトアニア軍が再編を済ませ、フォン・ユンギンゲンの軍勢の背後を襲った。ドイツ騎士団は多勢のポーランド騎士とリトアニア騎兵隊に圧倒されていった。フォン・ユンギンゲンはリトアニア軍を突破して逃れようとしたが、戦死した。『戦いの年代記』によれば、オレシュニツァのドビェスワフという者が総長の首をランスで突き通したという。一方ドゥウゴシュは、ムシュチュイ・ゼ・スクジンナが総長を討ち取ったとしている。包囲され指揮官を失ったドイツ騎士団は、撤退を始めた。これを見た騎士団側の非戦闘従軍者たちは、もとの主人に逆らって襲い掛かり、連合軍の人狩りに加わった。生き残った騎士たちは、陣を荷車で囲んで即席の要塞を作り身を守ろうとした。しかしこれも間もなく破られ、ドイツ騎士団の陣は蹂躙された。『戦いの年代記』によれば、この時に前の戦闘以上の数の騎士が殺された。全体として、戦闘は約10時間に及んだ。
ドイツ騎士団は、クルム（ヘウムノ）旗部隊の指揮官ニコラウス・フォン・レニュス（ミコワイ・ズ・ルィンスカ）の背信行為に敗戦の責任があるとして、彼を裁判なしに斬首した。彼はポーランドに好意的な騎士の一団であるアイデフゼン同盟の創設者であり、指導者だった。騎士団の主張によれば、フォン・レニュスは軍旗を下げたことで、味方がこれを降伏の合図とみてパニックに陥ったのだという。この伝説は、後の戦間期から第二次世界大戦までのドイツ史学における、第一次世界大戦の「背後の一突き」伝説ともつながっている。

## その後

### 戦死者と捕虜

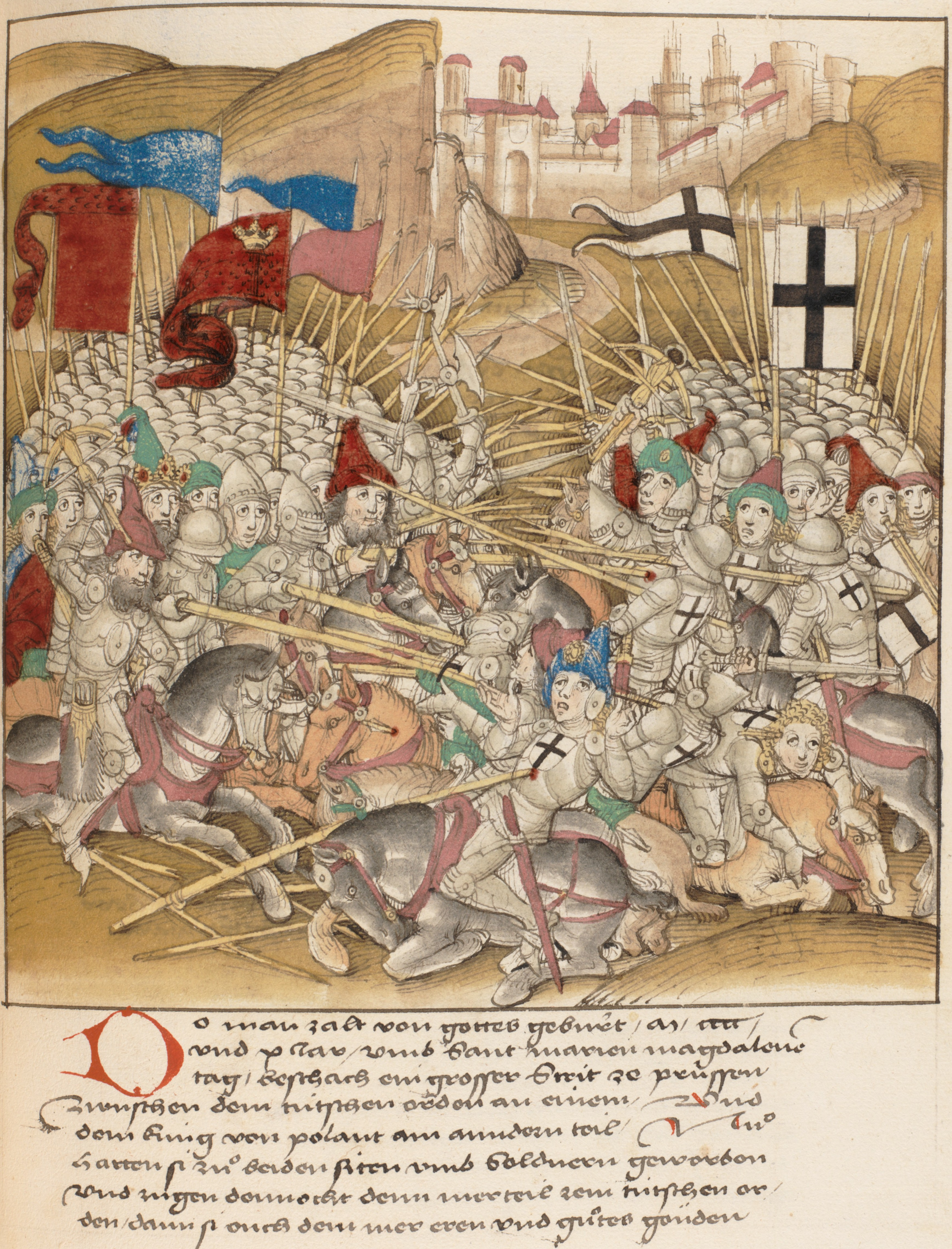
ディーボルト・シリングの『ベルナー年代記』に描かれたタンネンベルクの戦い

8月にハンガリー王ジグモンド、ガライ2世ミクローシュ、スティボリツィ・スティボルの使節がまとめた覚書には、「両軍で」8000人が犠牲となったと記されている。しかしこの言い回しはかなり曖昧で、合計8000人が死んだのか、それぞれ8000人で計16000人が死んだのかはっきりしない。1412年に発された教皇勅書には、18,000人のキリスト教徒が命を落としたと書かれている。ヴワディスワフ2世が戦後すぐにしたためた書簡には、ポーランド軍の犠牲者は少数（paucis valde and modico）と書かれている。ヤン・ドゥウゴシュは、ポーランド側で戦死した騎士の名前を12人しか列挙していない。一方でドイツ騎士団当局がタピアウ（グヴァルジェイスク）から発した書簡には、リトアニア軍で生きて帰れたのは半数しかいなかったと述べられている。ただこのうちのいくらがタンネンベルクの戦いの死者で、いくらが後のマリーエンブルク包囲戦の死者なのかは不明である。
ドイツ騎士団の被った損害は甚大だった。騎士団の給料支給記録によると、タンネンベルクの戦い後にマリーエンブルクに参陣報酬を求めてきたのはわずか1,427人だった。ダンツィヒから出征した1,200人のうち、帰ってこられたのはわずか300人だった。騎士団の中核を成す騎士も、戦闘に参加した270人のうち203人から211人が戦死した。その中には騎士団の幹部のほとんど、すなわち総長ウルリッヒ・フォン・ユンギンゲン、大マルシャルのフリードリヒ・フォン・ヴァーレンローデ、大コムトゥルのクノー・フォン・リヒテンシュタイン、大会計長トマス・フォン・マーハイム、補給軍マルシャルのアルブレヒト・フォン・ザルツバッハ、その他10人のコムトゥル（指揮官）も含まれていた。ブランデンブルク（ウシャコヴォ）のコムトゥルであるマルクァルド・フォン・ザルツバッハやサンビアのアドボカトゥスであるハインリヒ・シャウムブルクなどは捕らえられ、ヴィータウタスの命令で処刑された。フォン・ユンギンゲンをはじめ高位の騎士たちの遺体は、7月19日にマリーエンブルク城に移送され埋葬された。その他の低級のドイツ騎士団騎士や12人のポーランド騎士は、タンネンベルクの教会に葬られた。残りの遺体は、何か所かに分けて集合墓地に埋められた。戦闘から生き残って逃げ延びたドイツ騎士団幹部の内、最高位の者はエルビンク（エルブロンク）のコムトゥルであるヴェルナー・フォン・テッティンガーだった。
ポーランド軍とリトアニア軍は、数千人の捕虜を獲得した。その中には後のオールス（オレシュニツァ）公コンラート7世や後のポンメルン公カジミール5世もいた。ほとんどの一般人や商人は、戦後まもなく解放された。11月11日にクラクフに出頭することが条件だった。身代金の支払いが期待できる者のみ拘束されたまま留め置かれた。こうした捕虜を得た結果、ポーランドとリトアニアが獲得した身代金は莫大なものだった。例えばホルブラフト・フォン・ロイムという傭兵は150コパのプラハ・グロシュを支払わされた。これは30キログラム (66 lb)以上の銀に相当する。またヴワディスワフ2世とヴィータウタスは、戦場に残されたドイツ騎士団の旗を勝利の証として持ち帰った。この旗はポーランドでは後の1411年1月25日に開かれた祝賀会の際にヴァヴェル城内カテドラルの聖スタニスワフ礼拝堂に飾られ、リトアニアではヴィリニュスの礼拝堂に飾られた。

### その後の戦争の推移と和平

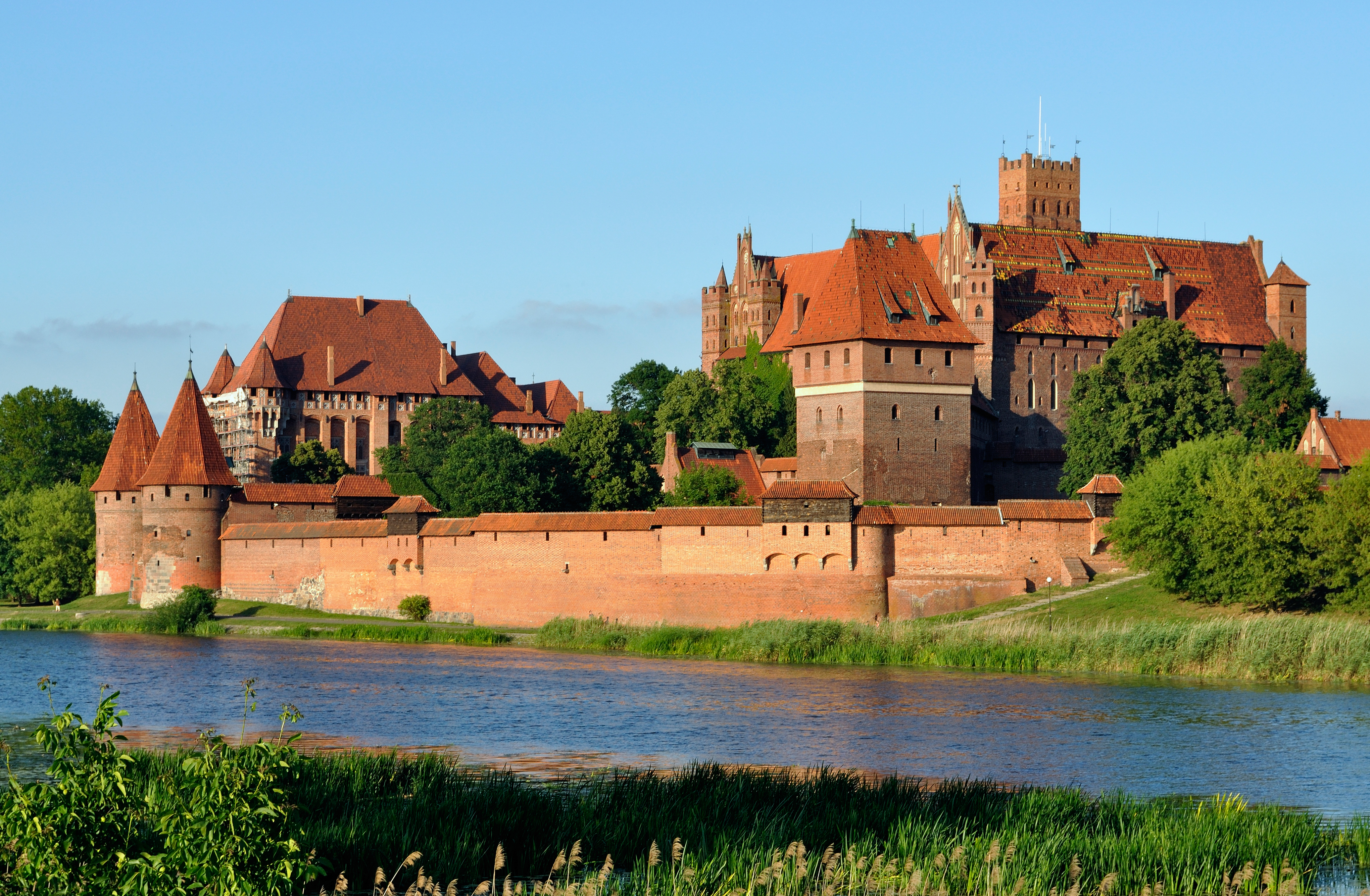
マリーエンブルク城。ポーランド・リトアニア軍はこのドイツ騎士団の首都を2カ月間包囲したが、失敗に終わった。

タンネンベルクの戦いの後、ポーランド・リトアニア連合軍は3日間戦場にとどまり、その後も1日わずか15キロメートル (9.3 mi)しか進軍しなかったので、彼らのドイツ騎士団首都マリーエンブルク攻撃はかなり遅れた。彼らがようやくこの大要塞に到着したのは、7月26日のことである。この間に、後に次代総長となるハインリヒ・フォン・プラウエンは城の守りを固めていた。他の要塞の多くは、ヴワディスワフ2世が送ってきた分遣隊の前に戦わず降伏した。ドイツ騎士団国の主要都市であるダンツィヒ（グダニスク）、トールン（トルン）、エルビンク（エルブロンク）なども抵抗を見せず陥落した。ドイツ騎士団のもとに残ったのは、わずか8城だった。連合軍はマリーエンブルクもすぐに降伏してくるだろうと考えており、長期間の包囲戦の準備ができていなかった。予想外の抵抗に直面した連合軍は物資不足に陥り、兵の士気が落ち赤痢も蔓延した。ドイツ騎士団の救援要請に応じて、ハンガリー王ジグモンドやドイツ王ヴェンツェル、リヴォニア騎士団などが財政的・軍事的援助を約束した。ジグモンドは実際にポーランドに宣戦布告してきたため、ポーランドが対ドイツ騎士団戦争を続行するのはさらに厳しくなった。
9月19日、連合軍はマリーエンブルク攻略を諦め包囲を解いた。そしてここまでに占領した要塞に守備隊を置いて撤退していったが、そのほとんどは騎士団により瞬く間に奪回された。10月末の時点で、国境地帯の旧騎士団領の城のうちポーランドの手元には4城だけが残っていた。ヴワディスワフ2世は新たに軍勢を集め、10月10日のコロノヴォの戦いでドイツ騎士団を破った。その後何度かの小競り合いを経て、両陣営は交渉の席についた。
1411年2月、トルンの和約が結ばれた。ドイツ騎士団はドブリン（ドブジン）をポーランドに割譲し、ヴワディスワフ2世とヴィータウタスの存命中はジェマイティヤを要求しないことが定められた。しかしその後、1414年の飢餓戦争、1422年のゴルブ戦争と両者の衝突が続き、1422年のメルノ条約でようやく領土問題が解決された。ポーランドとリトアニアは、軍事的な勝利を外交的に活用しきることができなかった。それでも、ドイツ騎士団にはトルンの和約で課された賠償金が重くのしかかり、以後かつての繁栄を取り戻すことは出来なかった。彼らは毎年分割して賠償金を支払わされた。支払いのために、ドイツ騎士団は莫大な借金をし、教会から金や銀を没収し、増税を行った。この増税のせいで、ダンツィヒとトルンという二大都市が反乱を起こした。グルンヴァルトで戦力の大部分を失ったドイツ騎士団は、国土を守るのが難しくなっていた。さらに最後の異教地域だったジェマイティヤがリトアニアの勢力下でキリスト教化したため、ドイツ騎士団は十字軍としての存在意義までも失い、新たな騎士を募集しづらくなってしまった。騎士団総長は軍事面を傭兵に頼るようになったが、これが既に火の車だった騎士団の財政をさらに悪化させた。騎士団の内部抗争、経済的没落、増税に苦しめられた都市などは、1441年にプロイセン同盟を結んだ。これがきっかけで再びポーランド・リトアニアとドイツ騎士団の紛争が起き、1454年から始まった十三年戦争で最高潮に達した。

## 後世への影響

### ポーランド・リトアニア

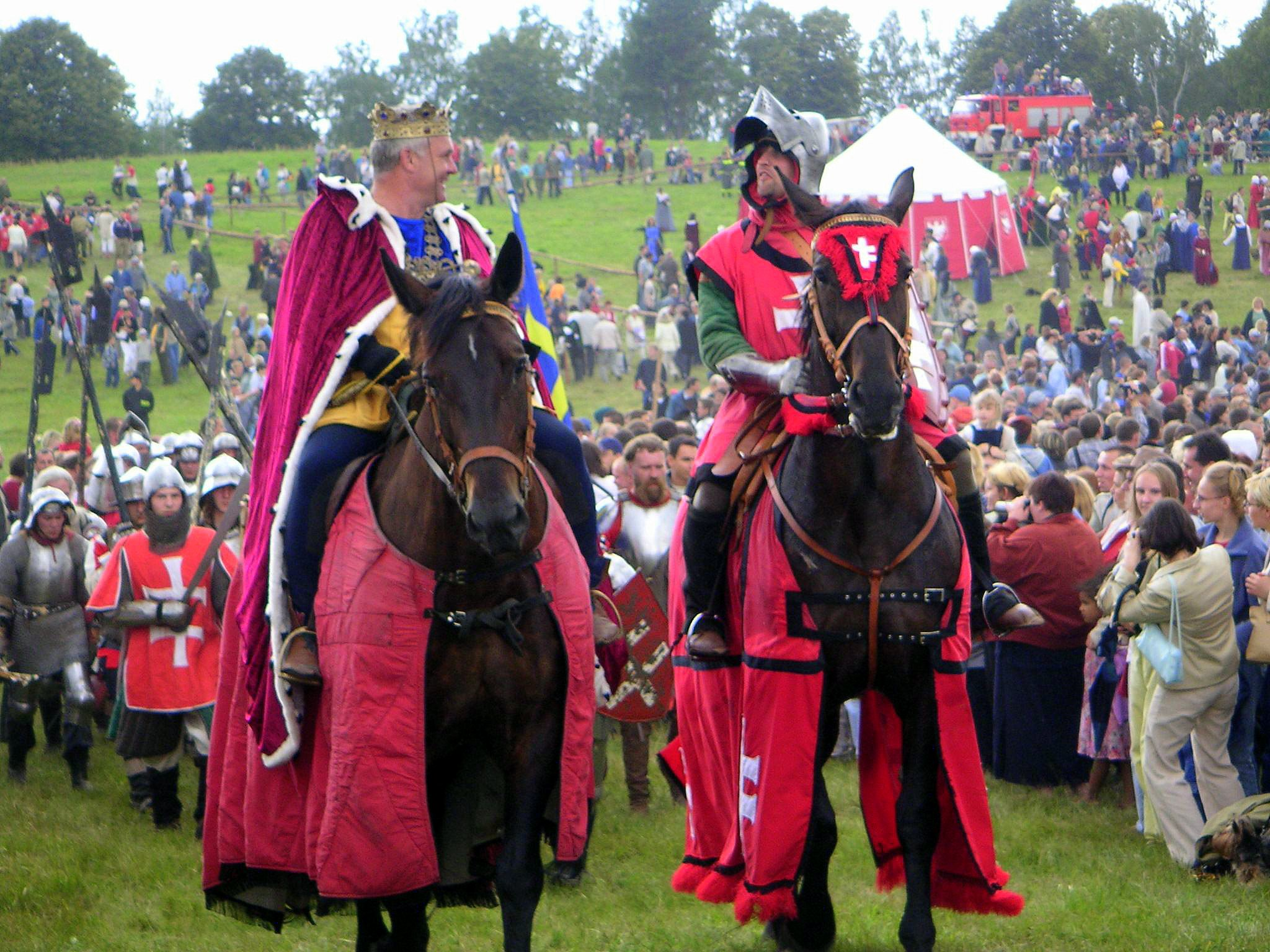
2003年に再現されたタンネンベルクの戦いにおけるヴワディスワフ2世（左）

ポーランドとリトアニアの歴史家は、タンネンベルクの戦いを自国の歴史上で最重要級の事件とみなしている。リトアニアでは、この時の勝利がリトアニア大公国の政治的・軍事的頂点であったと見なされている。ナショナル・ロマンティシズムの時代には、ドイツ帝国によるゲルマン化やロシア帝国によるロシア化に抵抗するための象徴的存在となった。また騎士団は血に飢えた侵略者として、それに抑圧された小国が勝利したのがタンネンベルクの戦いであるとされる傾向がある。

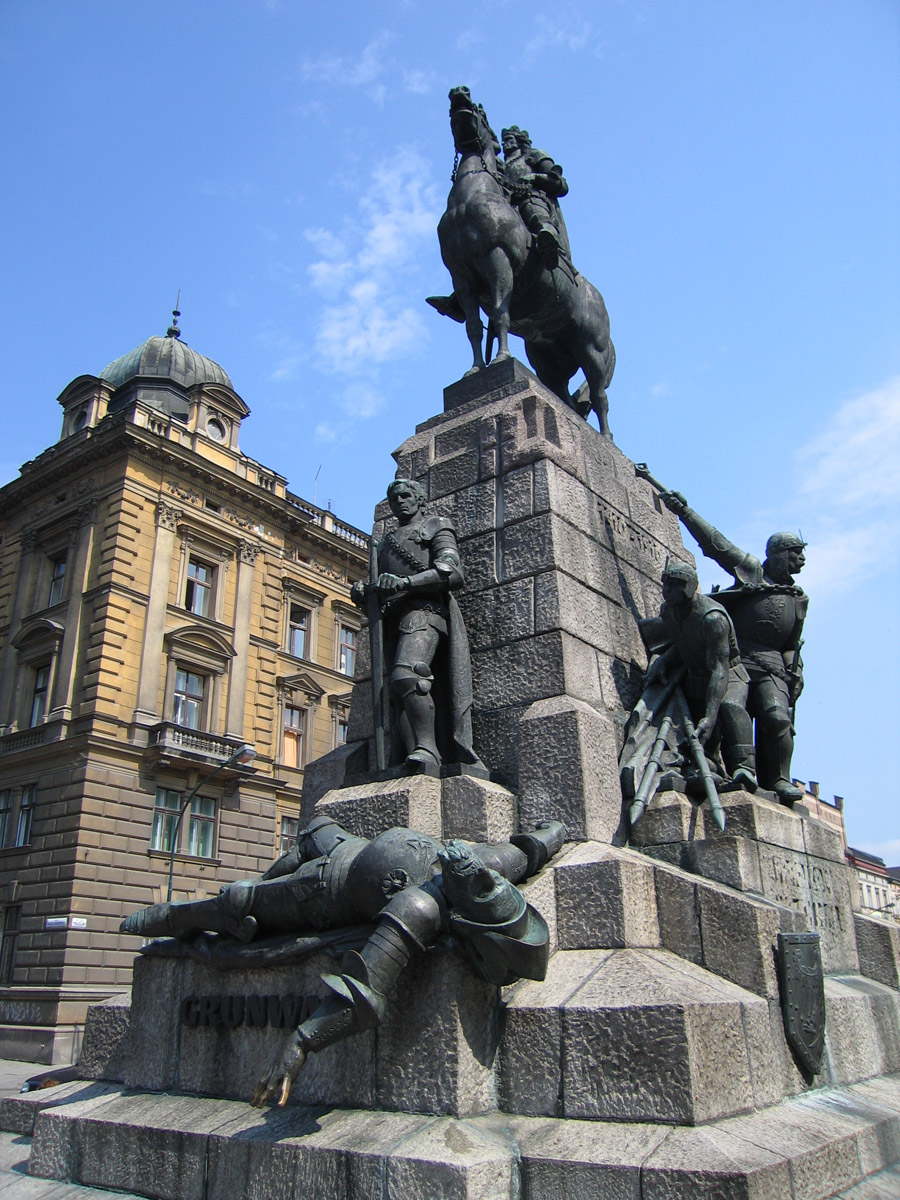
500周年を記念してクラクフに建てられたグルンヴァルト記念碑。第二次世界大戦時にドイツにより破壊され、現存しているのは1976年に再建されたものである。

ポーランドでは、カトリック教会を中心にタンネンベルクの勝利を「グルンヴァルトの伝統」として熱心に宣伝に利用した。7月15日には教会による祝賀を行うよう王令が出され、以後数世紀にわたり、この日に教会での説教が執り行われた。ポーランド・リトアニアは1795年までにポーランド分割を受けていったん滅亡するが、1861年にグニェズノ・ポズナン大司教が教会へポーランド統一への闘争を説く際にグルンヴァルトの戦いを国民的シンボルと見なすなど、「グルンヴァルトの伝統」と教会の役割が一層強調されるようになった。芸術面でも、19世紀後半のポーランド文学ではタンネンベルクの戦いでの勝利が反ドイツプロパガンダとして盛んに利用された。1878年には、画家のヤン・マテイコによる大作『グルンヴァルトの戦い』が完成し、国民的シンボルとなった。1902年には、ドイツ皇帝ヴィルヘルム2世がドイツ騎士団を称揚しサルマティア人（ポーランド人）を侮辱する演説を行ったことに対する反発などをきっかけに、ポーランド人たちがタンネンベルクの戦いでの勝利を国民的行事として初めて祝賀した。
さらに500周年に当たる1910年には、オーストリア領となっていたクラクフでさらに大規模な祝賀行事が開かれた。この時アントニ・ヴィヴルスキの手によるグルンヴァルト記念碑がクラクフに建てられ、その3日間にわたる除幕式には15万人が参加した。ガリツィアでは、約60もの町や村でタンネンベルクの戦いの記念碑がこの記念日に建てられた。またワルシャワの女性誌『ステル』誌は、ポーランド女王ヤドヴィカが己の意思でヴワディスワフ2世との結婚やポーランド・リトアニア同盟に踏み切り、グルンヴァルトでの勝利がもたらされたのだと説いた。また当時戦場から逃げた夫と暮らすことを拒んだ女性の例も挙げ、祖国のために戦う女性が民族共同体において果たす役割を喧伝した。
ほぼ同じころノーベル文学賞受賞者の小説家ヘンリク・シェンキェヴィチが『北方十字軍の騎士たち』（ポーランド語: Krzyżacy）を執筆し、その一章でタンネンベルクの戦いを題材にしている。1960年、ポーランドの映画監督アレクサンデル・フォルトがこの本を原作として同名の映画を製作した。またこの550周年に当たる年には、グルンヴァルトの古戦場に博物館やモニュメント、記念碑が建設された。古戦場は2010年10月4日にポーランドの歴史的モニュメントの一つに指定され、ポーランド国家遺産局も後に続いた。この戦闘の名は、軍人章（グルンヴァルト十字章）、スポーツのチーム（BCジャルギリス、FK ジャルギリス）、その他多くの組織の名前に使われている。
毎年7月5日には、古戦場で再現イベントが行われている。2010年には600周年を記念して、野外劇と戦闘の再現イベントが行われた。この戦闘には2200人の騎士役や3800人の農民役、非戦闘従軍者役が出演し、20万人の観客が集まった。野外劇のオーガナイザーたちは、これがヨーロッパで最大級の中世戦闘再現イベントになるだろうと話した。2010年3月にはリトアニア共和国のウンブラサス副国防相がポーランドを公式訪問してポーランド政府側と会談し、ポーランド王国とリトアニア大公国が協力して勝利したこの戦いの600周年を記念して、2010年からはリトアニア共和国も国を挙げてこの祭りに参加することが決まった。

### ウクライナ
ウクライナでは、ヴィータウタスを東方正教会の擁護者と見なす観点からタンネンベルクの戦いを肯定的に見る向きもある。
2010年、ウクライナ国立銀行は、タンネンベルクの戦い600周年のために20フリヴニャ記念硬貨を発行した。現在のウクライナでは、少なくとも三つの都市（リヴィウ、ドロホブィチ、イヴァーノ＝フランキーウシク）にこの戦いから名前を取った通りがある。

### ドイツ

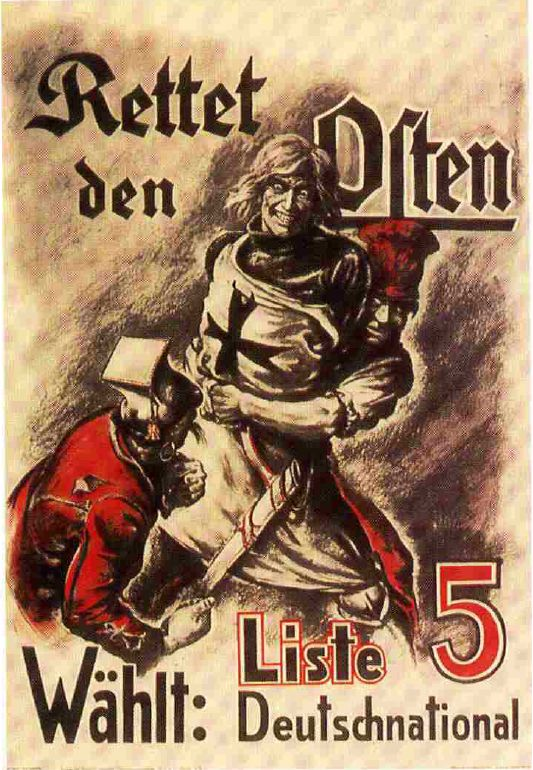
ドイツ国家人民党が1920年から使い始めたプロパガンダポスター。ドイツ騎士団の騎士が、ポーランド人と社会主義者に追い詰められている。第一次世界大戦は社会主義者が祖国を裏切って革命を起こしたために敗戦したという「背後からの一突き」説を描いている。

ドイツ人の間では、一般にドイツ騎士団が東方にキリスト教と文明をもたらした英雄的で高貴な人々であると考えている。しかし実際には、ドイツ騎士団の東方植民は物質的な動機が強かった。第一次世界大戦中の1914年8月、ドイツ帝国軍は古戦場の近くでロシア帝国軍に勝利した。ドイツ人はこのことがプロパガンダに使えると考え、直近の戦闘をタンネンベルクの戦いと名付けた。ポーランド・リトアニアに敗れてから504年の時を経た復讐がなされたという含意があるが、この時の実際の戦場はタンネンベルクよりもオルシュティンに近かった。後のナチ・ドイツは、ドイツ騎士団の歴史的業績をみずからのレーベンスラウム構想と結び付けるべく、このタンネンベルクにまつわる報復感情を利用した。
1944年8月にワルシャワ蜂起が勃発した最初の日、SS長官ハインリヒ・ヒムラーは総統アドルフ・ヒトラーに、次のように語った。「5・6週間のうちに、我々は（ワルシャワを）離れることになるでしょう。しかしその時までに、ワルシャワ、この国の首都であり、頭であり、頭脳であるところの、かつて1600万人あるいは1700万人いたポーランド人、我々の東方への進出を700年間にわたって妨げ、第一次タンネンベルクの戦い以降ずっと我々を阻んできた者たちは、消え去っていることでしょう。」

### ロシア
タンネンベルクの戦いにはポーランド・リトアニア連合軍側にスモレンスクから3部隊が参加していたので、ロシアではこの戦闘はポーランド人、リトアニア人、ロシア人のドイツ人に対する勝利と見なされている。 ヤン・ドゥウゴシュは年代記の中でスモレンスクの部隊を、勇敢に戦い、リトアニア軍内で唯一後退しなかった部隊だとして称賛している。ソ連歴史学においては、タンネンベルクの戦いはスラヴ人とゲルマン人の民族闘争であったと位置付けられていた。ドイツ騎士団は中世におけるヒトラーの軍勢の先駆けであり、それに勝利したタンネンベルクの戦いは近代におけるスターリングラードの戦いに相当すると考えられた。
アメリカの歴史学者ウィリアム・アーバンがまとめたところによれば、1960年代以前にタンネンベルクの戦いに触れている文献は、ほぼすべてが歴史的事実よりもロマンティックな伝説と民族的プロパガンダで彩られている。しかしそれ以降の歴史家たちは、様々な国の史料を融合させて冷静に歴史分析を行っているという。
2014年、ロシア軍事史協会は、ロシア人とその同盟者たちがタンネンベルクの戦いでドイツ人の騎士団を破ったのだと主張した。なお、この戦いにロシア帝国の前身であるモスクワ大公国が関与していた証拠はない。2017年7月、ロシアの様々な都市に「タンネンベルクの戦いでの勝利はロシアの功績である」という内容に読み取れる広告板が出現した。